# La principessa filosofa
La principessa filosofa és una òpera composta per Carles Baguer sobre un llibret italià basat en El desdén con el desdén d'Agustín Moreto (1652). El llibret italià era del comediògraf venecià Carlo Gozzi, incansable seguidor del teatre barroc espanyol, i va servir de títol i d'inspiració a Baguer per a compondre l'òpera. La peça de Gozzi La principessa Filosofa o sia il Contraveleno es va estrenar a Venècia el 1772 i l'òpera de Baguer a Barcelona el novembre de l'any 1797 al Teatre de la Santa Creu.

## Encàrrec i representacions
Tot i que Carles Baguer va tenir molta popularitat com a organista i compositor d'oratoris, només va escriure una òpera, un encàrrec del teatre de la Santa Creu que volia repetir l'èxit que la temporada anterior havia tingut l'òpera de Ferran Sor Il Telemaco nell'isola di Calipso amb un altre compositor ben conegut a la ciutat. D'aquesta òpera se'n van fer cinc representacions, inclosa l'estrena, una quantitat que per a Roger Alier és una prova que no agradà pas gaire, mentre que Ernest Lluch sempre considerà que era una quantitat considerable de representacions.

## Partitura manuscrita
No s'ha conservat sencera. A l'Arxiu de Música de Montserrat, es conserva una carpeta amb la partitura d'una òpera amb el títol La principessa filosofa. Els investigadors de l'ESMUC van programar-ne la interpretació, prevista per al 2021 al Gran Teatre del Liceu. No obstant això, la recerca va fer palès que, de les partitures conservades en aquest fons, només l'obertura correspon en realitat a l'obra de Baguer, mentre que la resta són d'una altra òpera contemporània: La confusione della somiglianza, o siano I due gobbi de Marcos António Portugal, també estrenada aquells anys al Teatre de la Santa Creu.
Només se'n disposa, doncs, de l'obertura de l'obra de Baguer, tot i que és possible que en el futur puguin trobar-se'n fragments en altres arxius musicals.

## Argument
L'argument original sobre la qual està basada l'òpera de Baguer, El desdén, con el desdén d'Agustín Moreto, és una comèdia de caràcter amorós on Carles, comte d'Urgell, viatja a Barcelona per competir en un torneig amb la finalitat de festejar Diana, l'hereva del comte de Barcelona, però aquesta, dedicada a l'estudi i l'erudició, no vol saber res de temes amorosos ni acceptar pretendents, tot i que el seu pare anhela casar-la. Carles fingeix menysprear Diana que, justament per la indiferència que aquest li mostra, s'enamora perdudament del comte d'Urgell.